# Mysateles
Mysateles é um gênero de roedor da família Capromyidae.

## Espécies
- Mysateles garridoi (Varona, 1970)
- Mysateles meridionalis (Varona, 1986)
- Mysateles prehensilis (Poeppig, 1824)